# Marion Bloem
 (janvier 2019).
Si vous disposez d'ouvrages ou d'articles de référence ou si vous connaissez des sites web de qualité traitant du thème abordé ici, merci de compléter l'article en donnant les références utiles à sa vérifiabilité et en les liant à la section « Notes et références ».
Marion Bloem, née le 24 août 1952 à Arnhem, est une réalisatrice, productrice, scénariste et écrivaine néerlandaise.

## Carrière
Marion est née en 1952, de père indonésien et d'une mère néerlandaise.

## Filmographie

### Réalisatrice, productrice et scénariste

#### Cinéma et téléfilms
- 1978 : Feest
- 1979 : Buitenspel (nl)
- 1980 : Nieuwsgierig (nl)
- 1980 : Aanraken
- 1984 : Het land van mijn ouders
- 1985 : Borsten (nl)
- 1985 : We komen als vrienden
- 1985 : Screentest (Série télévisée néerlandaise).
- 1986 : De tovenaarsleerling (nl)
- 1989 : Cursus voor beginners in de liefde
- 2008 : Ver van familie (nl)

### Actrice
- 1987 : Een maand later (nl) : Tinelou

## Vie privée
Elle est la mère du réalisateur Kaja Wolffers.